# Политовский
Поли́товский — хутор в Алексеевском районе Волгоградской области России. Входит в Рябовское сельское поселение.
Население — 0 чел. (2010).
Хутор расположен в 40 км юго-западнее станицы Алексеевской и в 2 км западнее хутора Рябовский.
Дороги грунтовые, хутор не газифицирован.
В 0,5 км юго-восточнее находится Политовское месторождение бутового камня и щебня